# Bruailles
Bruailles est une commune française située dans le département de Saône-et-Loire en région Bourgogne-Franche-Comté.

## Géographie
Bruailles fait partie de la Bresse louhannaise.

### Géologie et relief

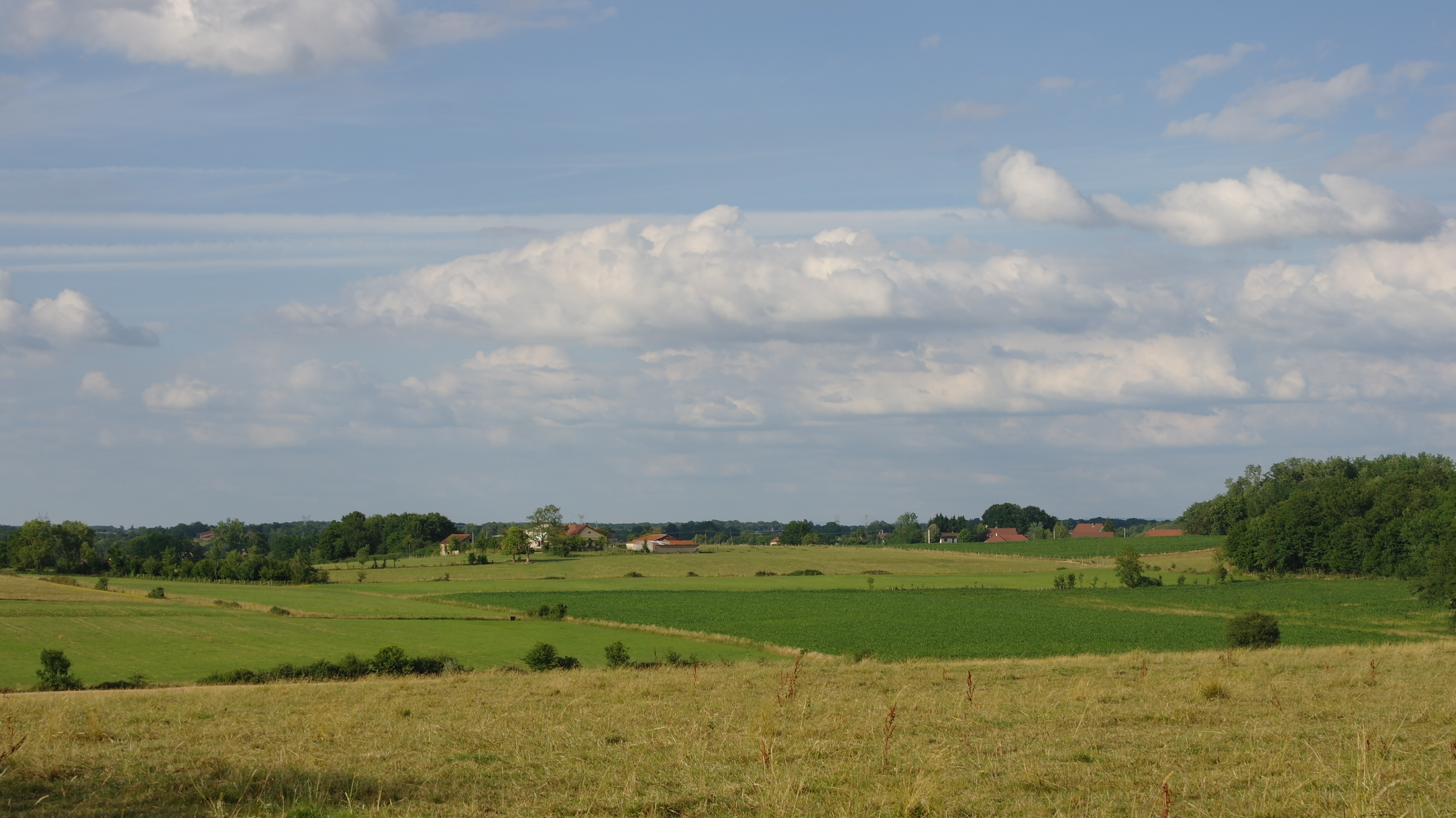
Paysage à Bruailles, en direction des hameaux de Macilly et d'Aiseray.

La commune est située dans un paysage vallonné constitué de patures et de bocages.

### Hydrographie

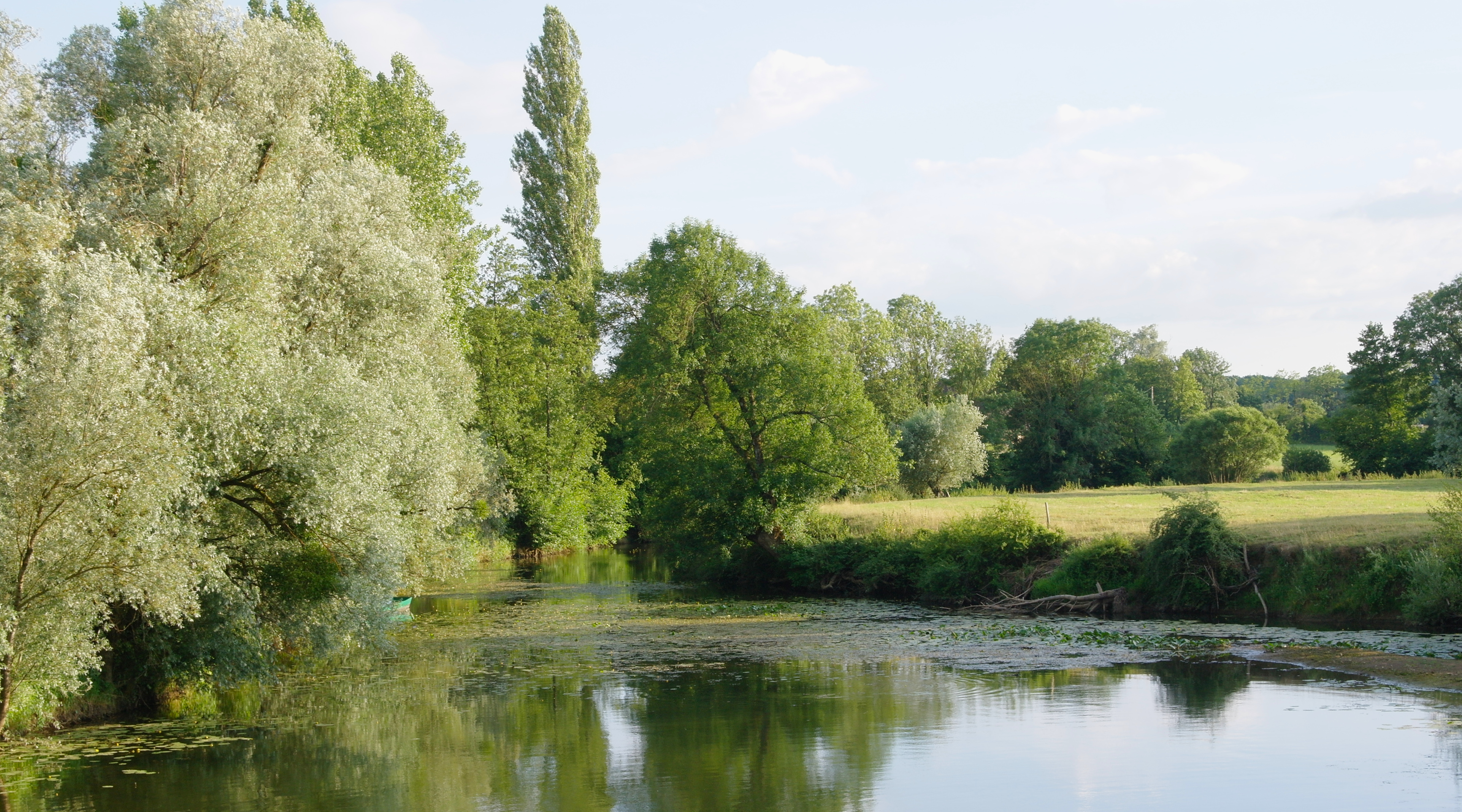
La Vallière à Bruailles, en aval du moulin de Marcilly.

Bruailles est traversée par la Vallière au nord de son territoire. Elle y alimente notamment le moulin de Marcilly. Elle est le principal affluent du Solnan avec lequel elle conflue au nord-ouest, en limite du territoire communal avec Louhans, un peu en aval du pont de la Barque sur la D 996. Le Solnan lui-même, en amont de la confluence, marque la limite entre Bruailles et les communes voisines de Sainte-Croix-en-Bresse puis de La Chapelle-Naude.

### Climat
Pour des articles plus généraux, voir Climat de la Bourgogne-Franche-Comté et Climat de Saône-et-Loire.
En 2010, le climat de la commune est de type climat océanique dégradé des plaines du Centre et du Nord, selon une étude du Centre national de la recherche scientifique s'appuyant sur une série de données couvrant la période 1971-2000. En 2020, Météo-France publie une typologie des climats de la France métropolitaine dans laquelle la commune est exposée à un climat semi-continental et est dans la région climatique Bourgogne, vallée de la Saône, caractérisée par un bon ensoleillement (1 900 h/an), un été chaud (18,5 °C), un air sec au printemps et en été et des vents faibles.
Pour la période 1971-2000, la température annuelle moyenne est de 11,2 °C, avec une amplitude thermique annuelle de 17,6 °C. Le cumul annuel moyen de précipitations est de 1 008 mm, avec 11,8 jours de précipitations en janvier et 7,9 jours en juillet. Pour la période 1991-2020, la température moyenne annuelle observée sur la station météorologique de Météo-France la plus proche, « Montpont », sur la commune de Montpont-en-Bresse à 7 km à vol d'oiseau, est de 11,8 °C et le cumul annuel moyen de précipitations est de 1 026,2 mm. 
La température maximale relevée sur cette station est de 40,3 °C, atteinte le 31 juillet 2020 ; la température minimale est de −16,5 °C, atteinte le 20 décembre 2009,,.
Les paramètres climatiques de la commune ont été estimés pour le milieu du siècle (2041-2070) selon différents scénarios d'émission de gaz à effet de serre à partir des nouvelles projections climatiques de référence DRIAS-2020. Ils sont consultables sur un site dédié publié par Météo-France en novembre 2022.

## Urbanisme

### Typologie
Au 1er janvier 2024, Bruailles est catégorisée commune rurale à habitat dispersé, selon la nouvelle grille communale de densité à sept niveaux définie par l'Insee en 2022.
Elle est située hors unité urbaine. Par ailleurs la commune fait partie de l'aire d'attraction de Louhans, dont elle est une commune de la couronne,. Cette aire, qui regroupe 15 communes, est catégorisée dans les aires de moins de 50 000 habitants,.

### Occupation des sols
L'occupation des sols de la commune, telle qu'elle ressort de la base de données européenne d’occupation biophysique des sols Corine Land Cover (CLC), est marquée par l'importance des territoires agricoles (74,5 % en 2018), en diminution par rapport à 1990 (75,7 %). La répartition détaillée en 2018 est la suivante : zones agricoles hétérogènes (31,4 %), prairies (26,2 %), forêts (23 %), terres arables (16,9 %), zones urbanisées (2,5 %). L'évolution de l’occupation des sols de la commune et de ses infrastructures peut être observée sur les différentes représentations cartographiques du territoire : la carte de Cassini (XVIIIe siècle), la carte d'état-major (1820-1866) et les cartes ou photos aériennes de l'IGN pour la période actuelle (1950 à aujourd'hui).

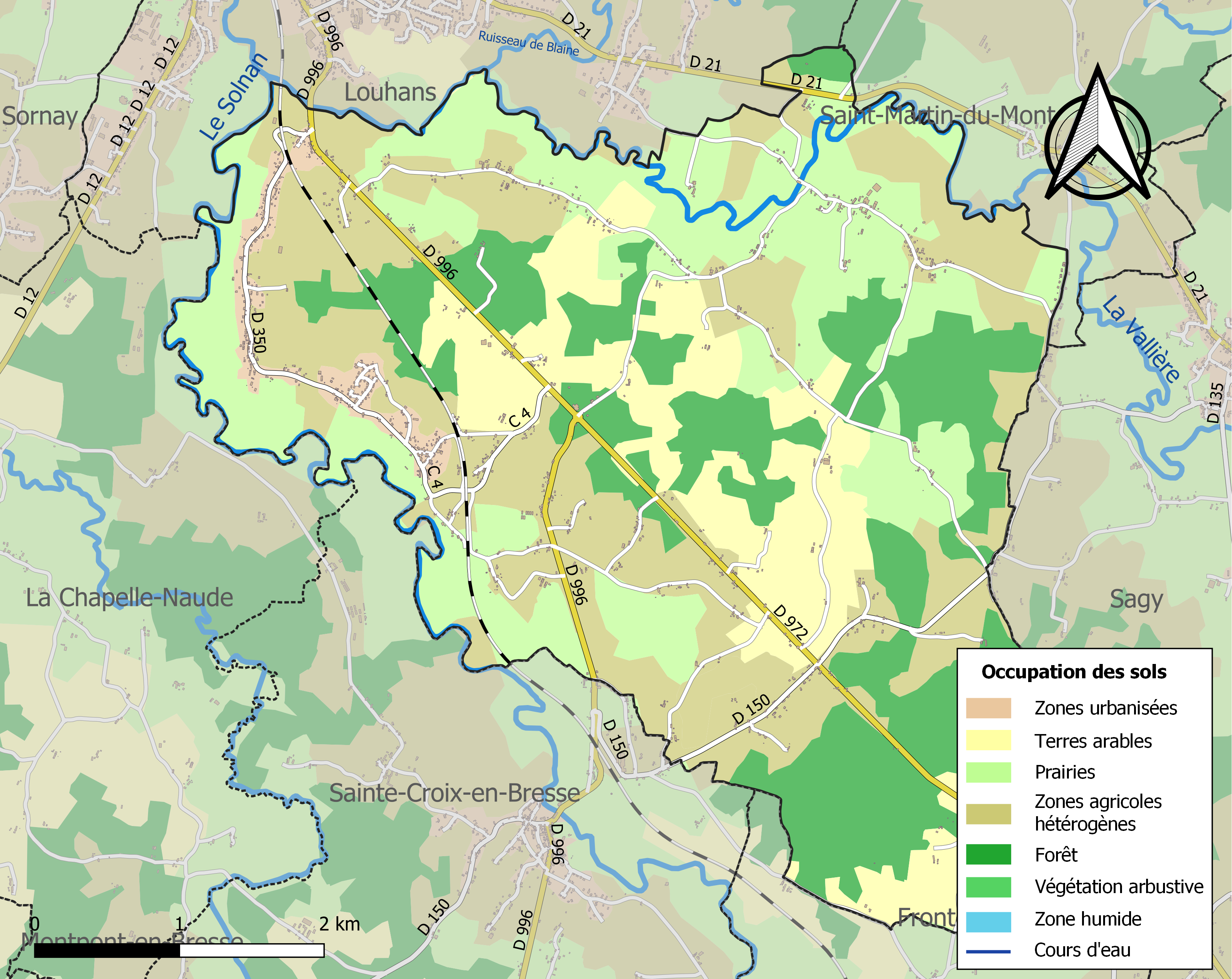
Carte des infrastructures et de l'occupation des sols de la commune en 2018 (CLC).

## Politique et administration

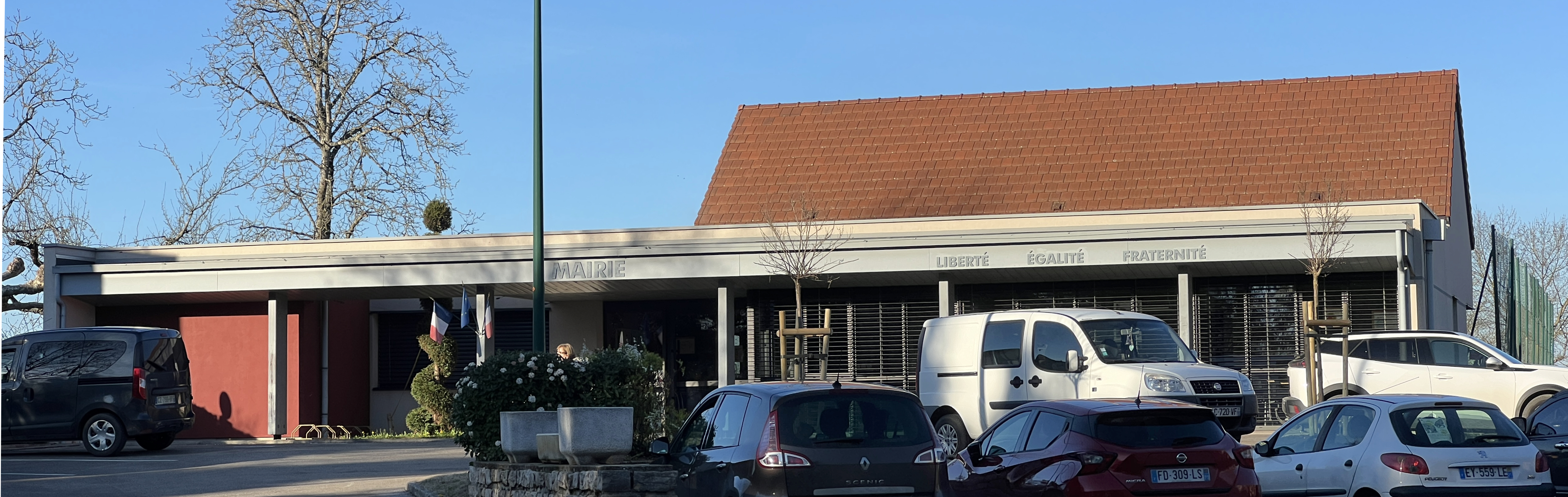
Mairie.

### Tendances politiques et résultats

#### Élections présidentielles
Le village de Bruailles place en tête à l'issue du premier tour de l'élection présidentielle française de 2017, Marine Le Pen (RN) avec 28,01 % des suffrages. Mais lors du second tour, Emmanuel Macron (LaREM) est en tête avec 55,51 %.

#### Élections législatives
Le village de Bruailles faisant partie de la quatrième circonscription de Saône-et-Loire, place lors du 1er tour des élections législatives françaises de 2017, Cécile Untermaier (PS) avec 24,08 % ainsi que lors du second tour avec 61,74 % des suffrages.
Lors du 1er tour des élections législatives françaises de 2022, Cécile Untermaier (PS), députée sortante, arrive en tête avec 42,16 % des suffrages comme lors du second tour, avec cette fois-ci, 65,57 % des suffrages.

#### Élections régionales
Le village de Bruailles place la liste "Notre Région Par Cœur" menée par Marie-Guite Dufay, présidente sortante (PS) en tête, dès le 1er tour des élections régionales de 2021 en Bourgogne-Franche-Comté, avec 29,46 % des suffrages. Lors du second tour, les habitants décideront de placer de nouveau la liste de "Notre Région Par Cœur" menée par Marie-Guite Dufay, présidente sortante (PS) en tête, avec cette fois-ci, près de 43,48 % des suffrages. Devant les autres listes menées par Gilles Platret (LR) en seconde position avec 29,64 %, Julien Odoul (RN), troisième avec 21,74 % et en dernière position celle de Denis Thuriot (LaREM) avec 5,14 %. Il est important de souligner une abstention record lors de ces élections qui n'ont pas épargné le village de Bruailles avec lors du premier tour 64,91 % d'abstention et au second, 63,97 %.

#### Élections départementales
Le village de Bruailles faisant partie du canton de Louhans place le binôme de Mathilde Chalumeau (DVD) et de Anthony VADOT (DVD), en tête, dès le 1er tour des élections départementales de 2021 en Saône-et-Loire avec 55,73 % des suffrages. Lors du second tour, les habitants décideront de placer de nouveau le binôme de Mathilde Chalumeau (DVD) et de Anthony VADOT (DVD) en tête, avec cette fois-ci, près de 78,31 % des suffrages. Devant l'autre binôme menée par Cyriak Cuenin (RN) et Annie Hassler (RN) qui obtient 21,69 %. Il est important de souligner une abstention record lors de ces élections qui n'ont pas épargné le village de Bruailles avec lors du premier tour 64,78 % d'abstention et au second, 63,97 %.

### Liste des maires
Martine Morel a été élue maire en juin 2020 au terme des élections municipales. Elle succède à Jean-Paul Pirat, lequel était premier magistrat de la commune depuis 2001.
| Période                                  | Période   | Identité        | Étiquette | Qualité |
| ---------------------------------------- | --------- | --------------- | --------- | ------- |
| mars 2001                                | juin 2020 | Jean-Paul Pirat |           |         |
| juin 2020                                | en cours  | Martine Morel   |           |         |
| Les données manquantes sont à compléter. |           |                 |           |         |

## Démographie
L'évolution du nombre d'habitants est connue à travers les recensements de la population effectués dans la commune depuis 1793. Pour les communes de moins de 10 000 habitants, une enquête de recensement portant sur toute la population est réalisée tous les cinq ans, les populations de référence des années intermédiaires étant quant à elles estimées par interpolation ou extrapolation. Pour la commune, le premier recensement exhaustif entrant dans le cadre du nouveau dispositif a été réalisé en 2005.

En 2022, la commune comptait 973 habitants, en évolution de −1,72 % par rapport à 2016 (Saône-et-Loire : −1,06 %, France hors Mayotte : +2,11 %).
| 1793  | 1800  | 1806  | 1821  | 1831  | 1836  | 1841  | 1846  | 1851  |
| ----- | ----- | ----- | ----- | ----- | ----- | ----- | ----- | ----- |
| 1 025 | 1 128 | 1 163 | 1 050 | 1 104 | 1 171 | 1 169 | 1 171 | 1 218 |

| 1856  | 1861  | 1866  | 1872  | 1876  | 1881  | 1886  | 1891  | 1896  |
| ----- | ----- | ----- | ----- | ----- | ----- | ----- | ----- | ----- |
| 1 178 | 1 164 | 1 166 | 1 175 | 1 242 | 1 331 | 1 300 | 1 165 | 1 148 |

| 1901  | 1906  | 1911  | 1921  | 1926  | 1931  | 1936 | 1946  | 1954 |
| ----- | ----- | ----- | ----- | ----- | ----- | ---- | ----- | ---- |
| 1 173 | 1 186 | 1 182 | 1 086 | 1 064 | 1 041 | 993  | 1 010 | 958  |

| 1962 | 1968 | 1975 | 1982 | 1990 | 1999 | 2005 | 2006 | 2010 |
| ---- | ---- | ---- | ---- | ---- | ---- | ---- | ---- | ---- |
| 862  | 822  | 793  | 851  | 800  | 842  | 905  | 912  | 937  |

| 2015 | 2020 | 2022 | - | - | - | - | - | - |
| ---- | ---- | ---- | - | - | - | - | - | - |
| 992  | 980  | 973  | - | - | - | - | - | - |

## Culture locale et patrimoine

### Lieux et monuments

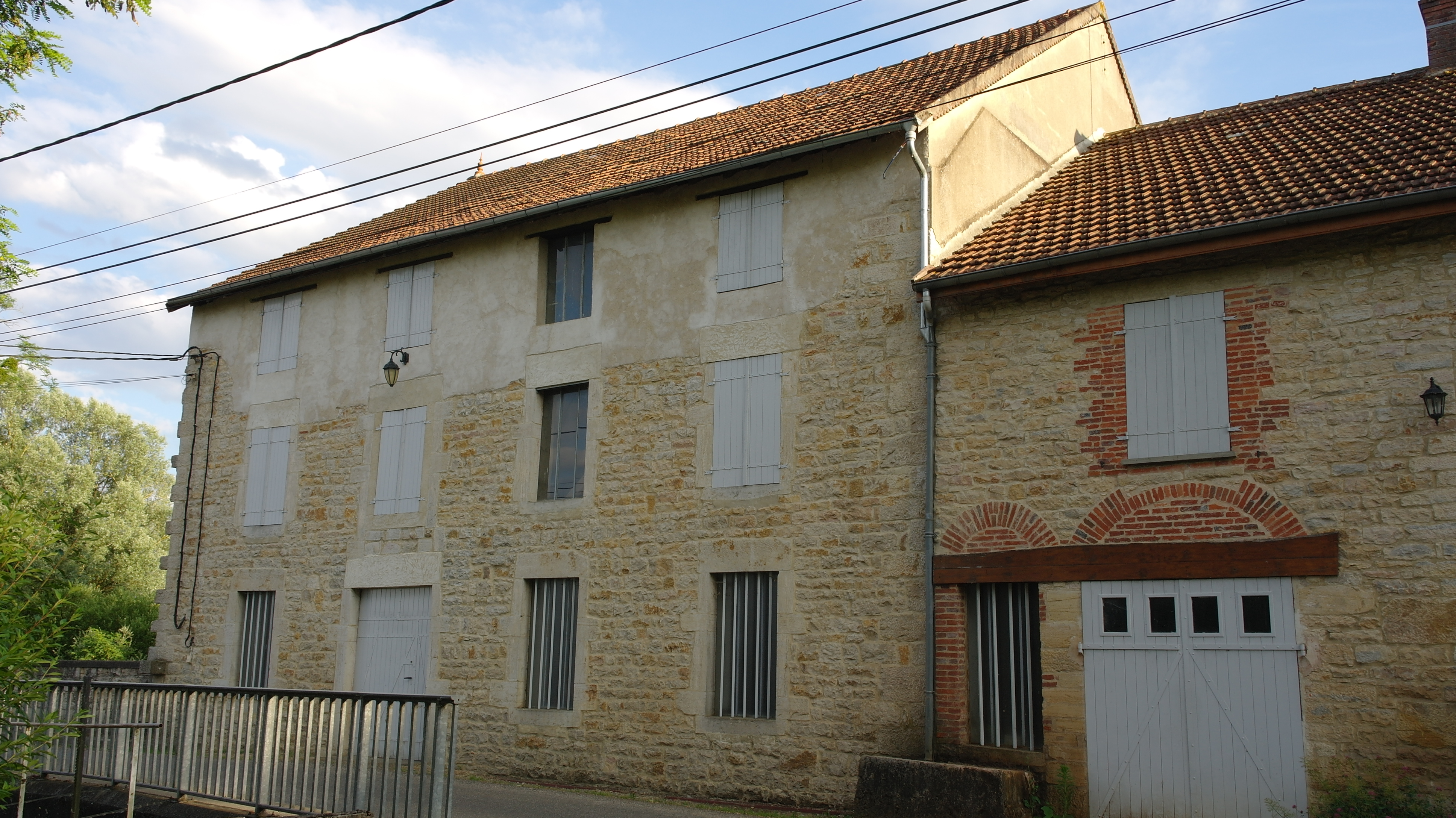
Moulin de Marcilly sur la Vallière.

- L'église Notre-Dame-de-l'Assomption, qui dispose notamment, depuis 1981, d'un vitrail sorti de l'atelier du maître-verrier Paul Duckert, formé à Taizé[25].

### Personnalités liées à la commune
- Paul-François Duvillard, ingénieur né à Louhans le 22 avril 1829 et mort à Bruailles, lieu de sa résidence, en 1911. Il travailla aux usines Schneider du Creusot puis connut la notoriété en concevant un audacieux projet visant à mettre Paris et sa banlieue à l'abri de la pénurie d'eau par l'acheminement des eaux du lac Léman jusqu'à la capitale[26].
- Maxime Guillot (1900-1944), résistant, Compagnon de la Libération, né à Bruailles, abattu par la Gestapo à Dijon et inhumé à Chenôve[27].

### Enseignement

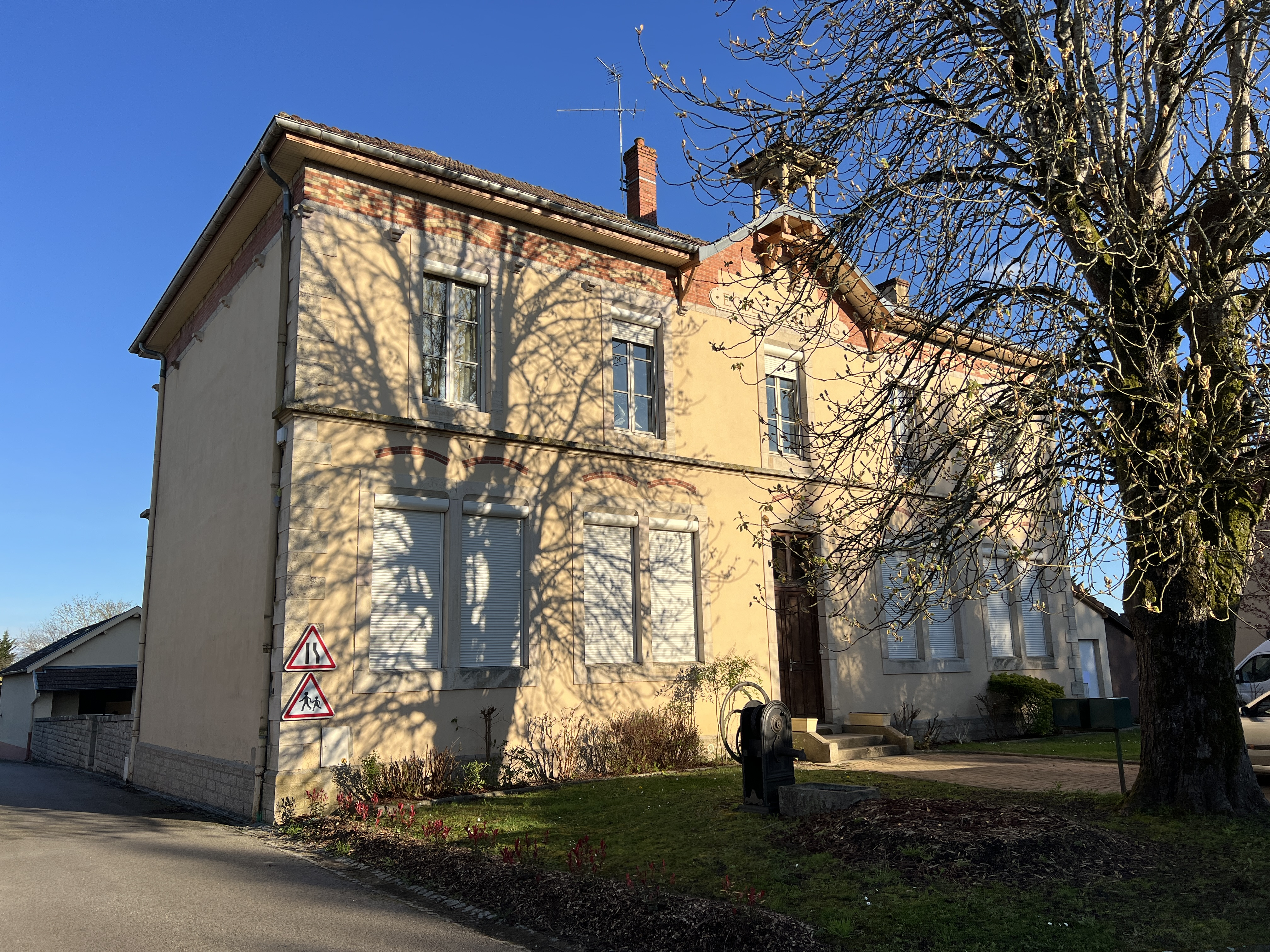
École.

La commune possède une école élémentaire qui accueille des élèves du deuxième et du troisième cycle. Un regroupement pédagogique intercommunal a été conclu en 1990 avec la commune de Sainte-Croix-en-Bresse.

#### Autres lieux culturels
La commune de Bruailles possède des équipements sportifs (city stade). À proximité de l'école élémentaire, une bibliothèque intercommunale est ouverte au public plusieurs fois par semaine.

## Pour approfondir